# Roy Cicala
Roy Joel Cicala (New Haven, 28 de março de 1939 — São Paulo, 21 de janeiro de 2014) foi um engenheiro de som, produtor, compositor e músico estadunidense. 
Sua biografia foi escrita pelo jornalista brasileiro Claudio Tognolli. Cicala viveu em São Paulo (Brasil) no perídodo de 2005 a 2014 .
Por quase vinte anos trabalhou,(depois se tornando dono) no famoso estúdio Record Plant em Nova Iorque (1968–1987). Nele, Cicala  gravou alguns dos discos dos maiores nomes da música internacional, tais como John Lennon, The Moondogs, Aretha Franklin, Madonna, Elvis Presley, Elton John, Bruce Springsteen, Sting, Frank Sinatra, Dire Straits, Jimi Hendrix, David Bowie, Harry Nilsson, Miles Davis, Chick Corea, Ray Charles, Queen, Aerosmith, Bon Jovi, Liza Minnelli, Roberta Flack, Patti La Belle, Van Morrison, Don McLean, The Who, Johnny Winter, Crosby, Stills, Nash and Young, Frank Zappa, Lou Reed, Prince, Santana, Sarah Vaughan, CharlesMingus, Lotus, entre outros. Sua biografia, escrita pelo jornalista Claudio Tognolli, vai ser publicada no primeiro semestre de 2018 pela editora Saraiva